# Spirurida
Spirurida è un ordine di nematodi della sottoclasse spiruria. Come tutti i nematodi non hanno né un sistema circolatorio né un apparato respiratorio. Alcuni Spirurida, come il Gongylonema, possono infettare l'uomo. Una delle malattie trasmesse è un'infezione della pelle chiamata creeping disease (trad. malattia strisciante).

## Sistematica
Le superfamiglie qui elencate potrebbero essere provvisorie, in quanto la tassonomia degli spirurida non è ancora classificata in maniera chiara.
- Acuarioidea
- Aproctoidea
- Diplotriaenoidea
- Filarioidea
- Gnathostomatoidea
- Habronematoidea
- Physalopteroidea
- Rictularioidea
- Spiruroidea
- Thelazioidea